# Čitluk (Mali Zvornik)
Čitluk (em cirílico: Читлук) é uma vila da Sérvia localizada no município de Mali Zvornik, pertencente ao distrito de Mačva, na região de Podrinje. A sua população era de 181 habitantes segundo o censo de 2011.

## Demografia
| 1948 | 1953 | 1961 | 1971 | 1981 | 1991 | 2002          |
| ---- | ---- | ---- | ---- | ---- | ---- | ------------- |
| 371  | 412  | 370  | 333  | 285  | 277  | 238, 2011=181 |